# Pleternica
Pleternica – miasto w Chorwacji, w żupanii pożedzko-slawońskiej, siedziba miasta Pleternica. W 2011 roku liczyło 3418 mieszkańców.

## Geografia
Położona jest w Slawonii, w Kotlinie Pożeskiej, u ujścia Londžy do Orljavy, na wysokości 153 m n.p.m., 12 km na południowy wschód od Požegi.
Przebiega przez nią linia kolejowa Našice – Batrina. Miejscowa gospodarka opiera się na przemyśle drzewnym i metalowym.

## Historia
Pierwsza historyczna wzmianka o Pleternicy pochodzi z 1270 roku (jako Sveti Nikola). Natomiast obecna nazwa pojawia się po raz pierwszy w źródłach w 1427 roku.
W latach 1536–1687 znajdowała się pod panowaniem osmańskim.